# Colombier de la Calonie
Le colombier de la Calonie est situé à Cercles (France).

## Localisation
Le colombier est situé à Cercles en Périgord, au nord-ouest du département de la Dordogne, en région Nouvelle-Aquitaine.

## Description
Colombier de plan carré avec une porte sur sa face sud et deux fenêtres d'envol au sud et à l'est. À un mètre sous l'égout, une "randière" souligne le périmètre de l'édifice. Les parements intérieurs sont quadrillés par des centaines de boulins.

## Histoire
Le colombier est inscrit à l'inventaire général du patrimoine culturel.

## Galerie

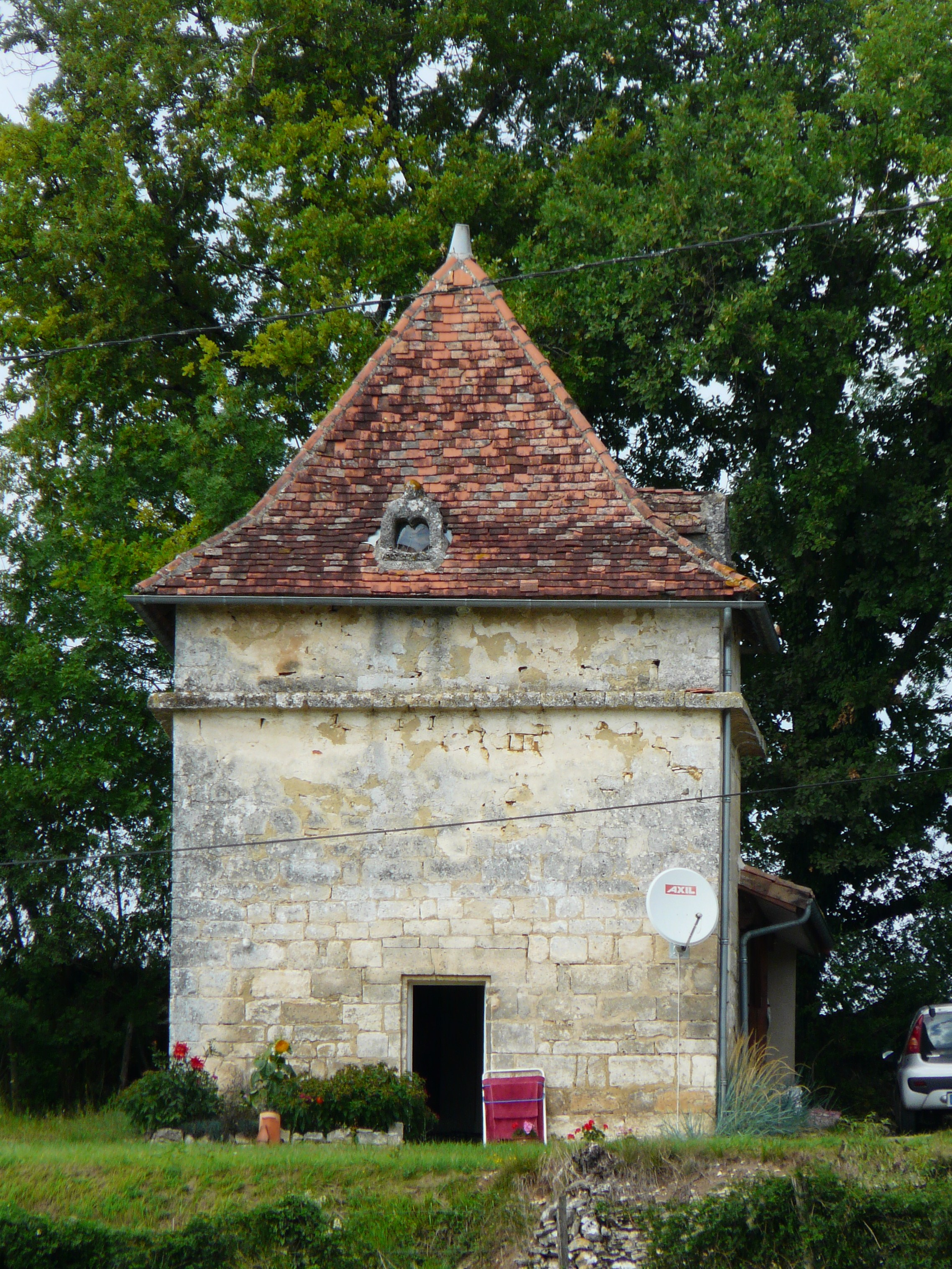
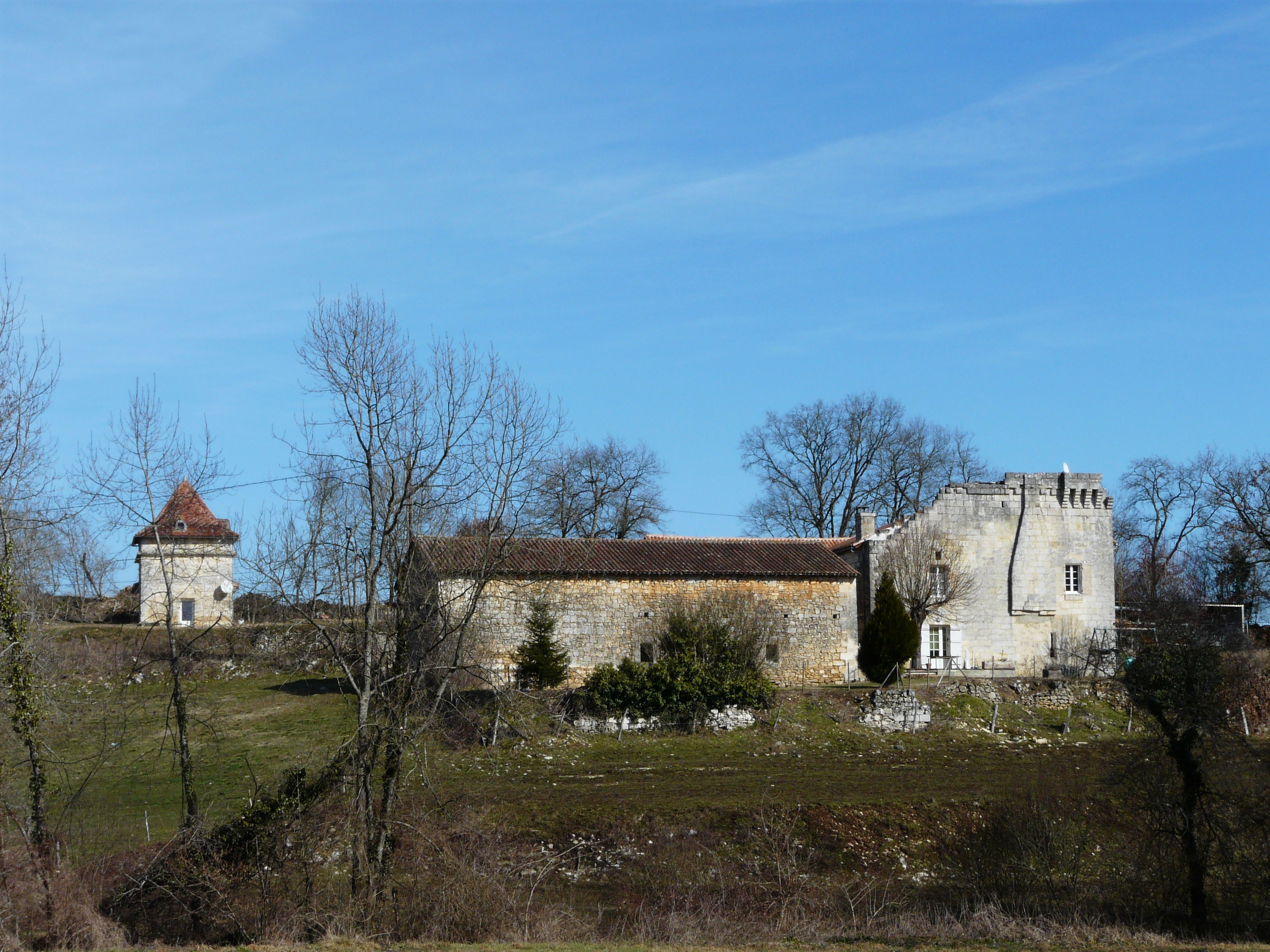
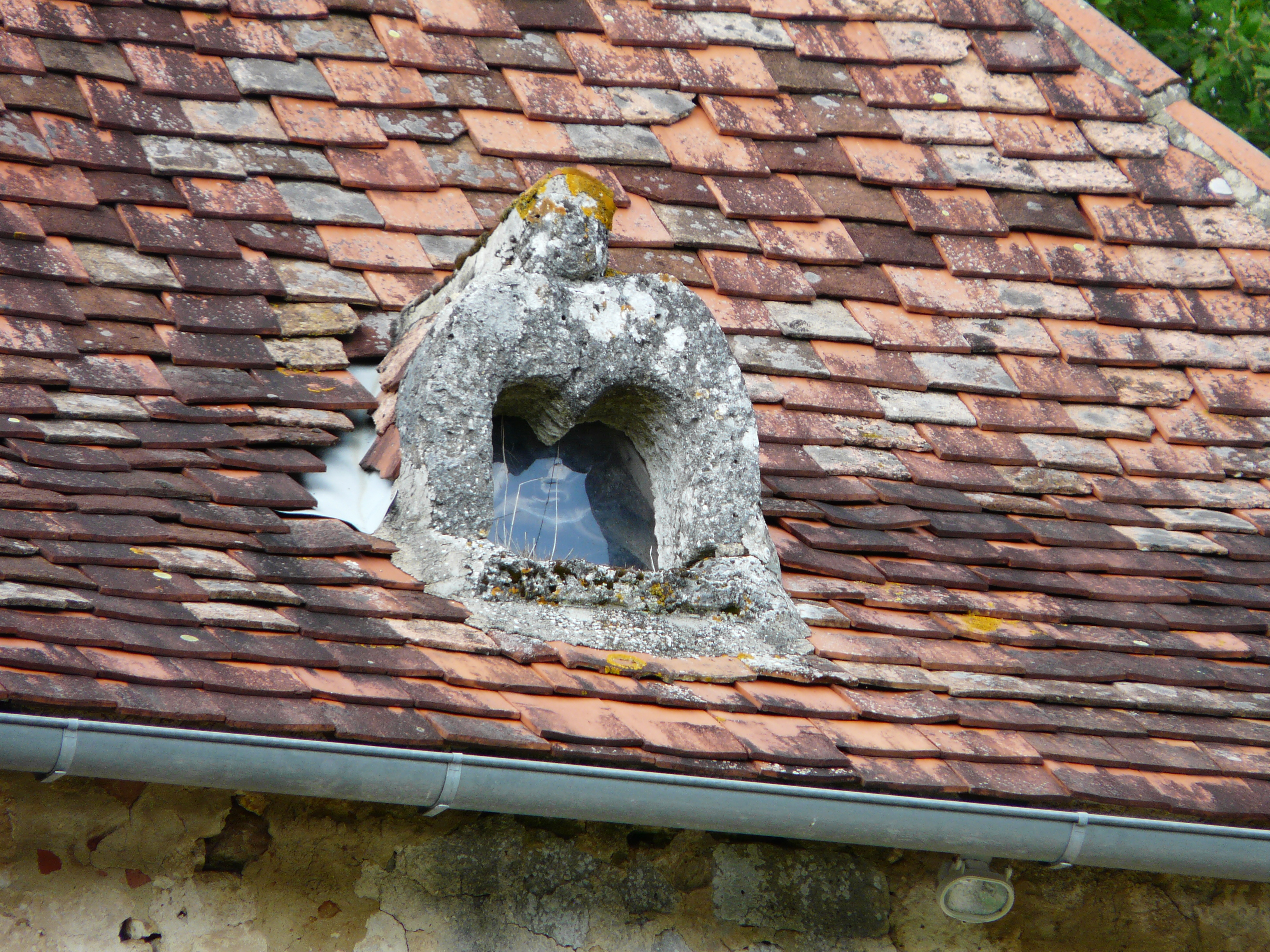